# Харт, Джон (актёр)
Джон Харт (англ. John Hart; 13 декабря 1917, Лос-Анджелес, Калифорния — 20 сентября 2009, Росарито, Нижняя Калифорния) — американский актёр кино и телевидения, телепродюсер, руководитель дубляжа.

## Биография
Джон Харт родился 13 декабря 1917 года в Лос-Анджелесе (Калифорния, США). Мать звали Энид, была сестра по имени Шари. Окончил старшую школу Южной Пасадины, там же, в Пасадине, посещал курсы актёрского мастерства при местном театре. Впервые появился на широком экране в 19-летнем возрасте в эпизодической роли моряка в фильме «Дочь Шанхая». Харт всю жизнь отличался крепким телосложением и хорошей физической формой, умел ездить на лошади, поэтому режиссёры охотно брали его на небольшие роли мускулистых высоких красивых второстепенных героев. За 44 года кино-карьеры (1937—1940, 1946—1987) Харт снялся в 167 фильмах и сериалах, впрочем, более чем в половине случаев указывать его в титрах создатели картин не считали нужным. На телевидении с 1950 года.
В 1941 году 23-летний Джон Харт был призван в армию, и шесть лет не снимался. Он служил в береговой артиллерии, бо́льшую часть службы на Филиппинах, дослужился до звания первого сержанта. После окончания службы Харт сразу вернулся в кинематограф. Во многих фильмах в титрах был указан под псевдонимом Джон Хилтон.
В 1952 году на один сезон заменил известного актёра Клейтона Мура (так как очень походил на него ростом и телосложением) в главной роли Одинокого рейнджера в одноимённом сериале — именно по этим 52 эпизодам он преимущественно зрителям и запомнился, хотя сыграл множество других ролей как до, так и после «Одинокого рейнджера». Впрочем, зрителям всё-таки больше по душе в этой роли был Мур, поэтому в 1954 году продюсеры вернули его в сериал, согласившись на его требования поднять ему гонорар.
8 февраля 1960 года Джон Харт удостоился звезды на Голливудской Аллее славы за вклад в развитие телевидения (6432, Голливудский бульвар).
Последний фильм с участием Харта вышел на экраны в 1981 году — это была лента «Легенда об Одиноком рейнджере». Последний раз на телеэкранах актёр появился в 1982 году, в одном эпизоде сериала «Счастливые дни». В 1981—1983 годах первый и единственный раз Харт попробовал себя как продюсера: он создал 57 эпизодов сериала «Медэксперт Куинси». В 1986—1987 годах выступил руководителем дубляжа более сотни эпизодов нескольких мультсериалов.
Джон Харт скончался 20 сентября 2009 года в своём доме в городе Росарито (Нижняя Калифорния, Мексика) от осложнений деменции. Прах актёра был развеян над Тихим океаном.

### Личная жизнь
22 февраля 1957 года 39-летний Харт женился на 20-летней малоизвестной канадской актрисе Берил Брейтуэйт (род. 1936), причём свадьба состоялась спустя десять дней после первого знакомства. Пара прожила вместе всю жизнь, 52 года, до самой смерти актёра в 2009 году. От брака осталась дочь Робин.

## Избранная фильмография

### Широкий экран

#### В титрах указан
Кроме киносериалов
- 1948 — Прикосновение бархата / The Velvet Touch — Partygoer's Escort
- 1950 — Шампанское для Цезаря[англ.] / Champagne for Caesar — Executive No. 4
- 1951 — Тропа войны[англ.] / Warpath — сержант Пленнерт
- 1952 — Карибское золото (Карибы)[англ.] / Caribbean Gold (Caribbean) — Стюарт
- 1952 — Следопыт[англ.] / The Pathfinder — британский сержант
- 1966 — Держись![англ.] / Hold On! — детектив
- 1967 — Беспорядки на Сансет-стрип[англ.] / Riot on Sunset Strip — Притчард
- 1970 — Финкс / The Phynx — в роли самого себя (Одинокий рейнджер)
- 1973 — Блэкенштейн[англ.] / Blackenstein — доктор Штейн
- 1974 — Добро пожаловать в Эрроу-Бич[англ.] / Welcome to Arrow Beach — доктор
- 1981 — Легенда об Одиноком рейнджере[англ.] / The Legend of the Lone Ranger — Лукас Страйкер, газетный редактор

#### В титрах не указан
Кроме киносериалов
- 1937 — Дочь Шанхая[англ.] / Daughter of Shanghai — моряк
- 1938 — Наводчицы[англ.] / Tip-Off Girls — водитель грузовика
- 1940 — Северо-Западная конная полиция[англ.] / North West Mounted Police — констебль Норман
- 1946 — Сын гвардейца[англ.] / Son of the Guardsman — солдат Мартин
- 1948 — Южный янки[англ.] / A Southern Yankee — Ордерли
- 1949 — Эль-Пасо[англ.] / El Paso — мистер Риттер
- 1950 — Скованная банда[англ.] / Chain Gang — член Скованной банды
- 1951 — Бель Ле Гран[англ.] / Belle Le Grand — мужчина
- 1951 — Ярость Конго[англ.] / Fury of the Congo — стражник
- 1951 — Далёкая синяя высь[англ.] / The Wild Blue Yonder — генерал
- 1952 — Вор из Дамаска[англ.] / Thief of Damascus — солдат / посланник
- 1952 — Золотой Ястреб[англ.] / The Golden Hawk — пират Хелмсмен
- 1956 — Десять заповедей / The Ten Commandments — критский посол
- 1959 — Лохматый пёс[англ.] / The Shaggy Dog — полицейский вещатель
- 1960 — Колокола звонят[англ.] / Bells Are Ringing — гость на вечеринке
- 1961 — Нагими мы приходим в этот мир[англ.] / Go Naked in the World — клубный привратник
- 1961 — Атлантида, погибший континент / Atlantis, the Lost Continent — аристократ
- 1961 — Ада[англ.] / Ada — политик на ралли
- 1962 — Горизонтальный лейтенант[англ.] / The Horizontal Lieutenant — лейтенант
- 1962 — Джамбо Билли Роуза[англ.] / Billy Rose's Jumbo — Маршалл
- 1963 — Ухаживание отца Эдди[англ.] / The Courtship of Eddie's Father — полицейский
- 1963 — Человек из Diners Club[англ.] / The Man from the Diners' Club — патрульный на мотоцикле
- 1963 — Капитан Ньюмен, доктор медицины / Captain Newman, M.D. — офицер
- 1964 — Да здравствует Лас-Вегас! / Viva Las Vegas — завсегдатай казино
- 1964 — Марни / Marnie — доктор Гиллиат, министр
- 1965 — 36 часов[англ.] / 36 Hours — лейтенант-командор Перкинс
- 1965 — Зебра на кухне[англ.] / Zebra in the Kitchen — владелец зоопарка
- 1965 — Кулик / The Sandpiper — полицейский
- 1965 — Цинциннати Кид / The Cincinnati Kid — игрок в покер
- 1967 — Быстрейшая гитара из всех живущих / The Fastest Guitar Alive — охранник монетного двора
- 1968 — А где был ты, когда погас свет?[англ.] / Where Were You When the Lights Went Out? — полицейский
- 1971 — Саймон, король ведьм[англ.] / Simon, King of the Witches — доктор

#### Киносериалы
С указанием в титрах и без такового
- 1947 — Джек Армстронг[англ.] / Jack Armstrong — Джек Армстронг (в 15 эпизодах)
- 1947 — Брик Брэдфорд[англ.] / Brick Bradford — Дент
- 1948 — Текс Грейнджер[англ.] / Tex Granger — «Журавль»
- 1949 — Бэтмен и Робин / Batman and Robin — Джон Хенч / Механик (в титрах не указан)
- 1950 — Пираты дальних морей[англ.] / Pirates of the High Seas — Дженкинс, также известный как граф Тёрнер (в 1-м эпизоде)
- 1950 — Атомный Человек против Супермена / Atom Man vs. Superman — человек в автомобиле (в 3-м эпизоде)
- 1954 — Стрелки Северо-Запада[англ.] / Gunfighters of the Northwest — сержант Дэн Уэллс (в титрах не указан)
- 1955 — Приключения Капитана Африки[англ.] / The Adventures of Captain Africa — Капитан Африка (в 15 эпизодах)
- 1956 — Опасность диких мест[англ.] / Perils of the Wilderness — пособник (в титрах не указан)

### Телевидение
- 1950, 1952—1953 — Одинокий рейнджер[англ.] /The Lone Ranger — Одинокий рейнджер / второстепенные персонажи (в 54 эпизодах)
- 1953, 1955 — Я люблю Люси / I Love Lucy — разные роли (в 3 эпизодах)
- 1954—1955, 1958 — Приключения Рин Тин Тина[англ.] / The Adventures of Rin Tin Tin — разные роли (в 3 эпизодах)
- 1957 — Соколиный Глаз и последний из могикан[англ.] / Hawkeye and the Last of the Mohicans — Соколиный Глаз (в 39 эпизодах)
- 1958—1959, 1962 — Предоставьте это Биверу[англ.] / Leave It to Beaver — разные роли (в 3 эпизодах)
- 1959—1960 — Бэт Мастерсон[англ.] / Bat Masterson — Уилсон / Джейкобс (в 3 эпизодах)
- 1959—1962, 1965 — Сыромятная плеть / Rawhide — разные роли (в 19 эпизодах)
- 1962 — Рождественская песнь мистера Магу[англ.] / Mister Magoo's Christmas Carol — разные роли (озвучивание)
- 1965 — Перри Мейсон / Perry Mason — разные роли (в 2 эпизодах)
- 1974 — Великая ледяная обдираловка[англ.] / The Great Ice Rip-Off — продавец
- 1979—1981 — Даллас / Dallas — разные роли (в 8 эпизодах)

### Телепродюсер
- 1981—1983 — Медэксперт Куинси[англ.] / Quincy, M.E. (57 эпизодов)

### Руководитель дубляжа
- 1986 — Лунные мечтатели[англ.] / MoonDreamers (2 эпизода)
- 1986 — Джо-солдат: Настоящий американский герой[англ.] / G.I. Joe: A Real American Hero (30 эпизодов)
- 1986 — Трансформеры / The Transformers (30 эпизодов)
- 1986—1987 — Мой маленький пони[англ.] / My Little Pony (61 эпизод)